# LILRA1
LILRA1‏ (Leukocyte immunoglobulin like receptor A1) هوَ بروتين يُشَفر بواسطة جين LILRA1 في الإنسان.